# Ludwig Schopen
Ludwig Schopen (ur. 17 października 1799 w Düsseldorfie, zm. 22 listopada 1867 w Bonn) – niemiecki filolog klasyczny, bizantynista.

## Życiorys
Był absolwentem Uniwersytetu w Bonn (doktorat - 1821). Współpracował z Barthold Georg Niebuhr. Głównym przedmiotem jego badań była historia Bizancjum. wydał krytycznie takich autorów jak: Nicefor Gregoras czy Jan VI Kantakuzen w ramach Corpus Scriptorum Historiae Byzantinae. Od 1846 był profesorem literatury greckiej i rzymskiej na Uniwersytecie w Bonn.

## Wybrane publikacje
- De Terentio et Donato eius interprete dissertatio critica, Bonn 1821 (doktorat)
- Specimen emendationis in Aelii Donati commentarios Terentianos ad novam totius operis editionem indicendam propositum, Bonn 1826
- Ioannis Cantacuzeni eximperatoris historiarum libri IV. Graece et Latine, t. 1-3, Bonn 1828–1832
- Nicephori Gregorae Byzantina historia Graece et Latine cum annotationibus Hier. Wolfii, Car. Ducangii, Io. Boivini et Cl. Capperonnerii, t. 1-2, Bonn 1829–1830
- Kritische Beiträge zu Fronto, Bonn 1830
- Unedirte Scholien zur Terenz, Bonn 1832
- Annae Comnenae Alexiadis libri XV, t. 1-2, Bonn 1839–1878
- D. Iunii Iuvenalis Satirae cum commentariis Caroli Frid. Heinrichii, Bonn 1839
- Emendationes Frontianae. Part. II, Bonn 1841
- Diorthotica in varios scriptores veteres. Particula prima, Bonn 1846 (habilitacja)
- Carmina Valerii Catonis cum A. F. Naekii annotationibus, Bonn 1847
- Unedirte Scholien zu Juvenal’s III. Satire, Bonn 1847
- Diorthotica in Cornelii Taciti Dialogum, Bonn 1858